# Müller Péter Sziámi
Müller Péter Iván – „Sziámi” – (születési neve: Kovalcze Végh Péter Iván) (Budapest, 1951. december 12. –) Kossuth-díjas magyar költő, dalszerző, énekes, filmrendező, kulturális szakember.
Nevelőapja Müller Péter író, akit édesapjaként tisztel, és akivel több művet készítettek közösen.

## Életpályája
1973-ban szerezte meg a Magyar Rádió munkastúdiójában a rádiószerkesztő-riporter diplomát, ezt követően 1974-ben az Állami Artistaképző Iskolában a cirkusz- és varietérendezői képesítést. 1976-ban a ELTE Bölcsésztudományi karán magyar–francia szakos tanári diplomát szerzett. 1981-ben film- és televízió-rendezői diplomát kapott a Színház- és Filmművészeti Főiskolán. Vizsgafilmje az Ex-Kodex című alkotás volt.
A magyar alternatív kultúra egyik meghatározó egyéniségeként tartják számon. Müller Péter szövegei, és zeneszerzőtársa, Gasner János sajátos, megkötésektől független zenéje alapozta meg zenekaruk, a Sziámi (eredetileg Sziámi Sziámi) sikerét. A Sziámi együttes megalakulása óta jó néhány tagcserén átesett, többször teljesen átalakult. A dalokat minden új felállás sajátos feldolgozásban játszotta. Gasner János 2009-es halála után Müller bejelentette, hogy a szerzőtárs halálával a Sziámi zenekar, mint olyan, megszűnt létezni. Azóta saját, teljes nevén, illetve 2012-től a Müller Péter Sziámi AndFriends zenekarral, valamint Szakcsi Lakatos Bélával (Pianissimo! duó), Kirschner Péterrel (Felevad duó) és más zenészekkel lép fel. 2019 őszén az Erkel Színházban adott „életHű” koncertet.
Müller Péter 1992-től a Sziget Kulturális Szervezőiroda Kft. tulajdonosa és kreatív igazgatója. 1993-ban Gerendai Károllyal megszervezte az első Diákszigetet, (1993. augusztus 19–26.), mely Közép-Európa legnagyobb kulturális rendezvényévé vált azóta[forrás?]. 1998-ban a Miskolci Nemzeti Színház Játékszínének művészeti vezetője volt, 2001-ben az akkor induló Miskolci Nemzetközi Operafesztivál ügyvezető igazgatója lett, melynek a mai napig főtanácsadója. 2005-ben a Magyar Állami Operaház stratégiai igazgatója. 2005-től kezdődően ötletgazdája és házigazdája volt a „Songwriters – ahol a dalok születnek” nevű rendezvénynek, mely a hazai alternatív zenészeknek kínált előadói fórumot. 2008 óta játszik a Baltazár Színházban, több előadásban szerepel, és közreműködésével valósult meg az Árad a szeretet című koncert a Művészetek Palotájában, ahol a Baltazár társulata a kortárs magyar könnyűzene legjelentősebb képviselőivel lépett fel 2014-ben.

## Könyvei

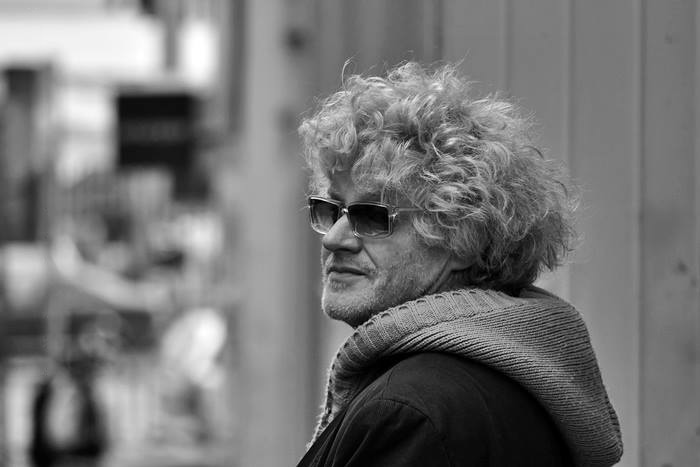
Stekovics Gáspár felvétele

- Pepe Volpe: Csikók, csibék és egyebek (leporello); Juventus, Budapest, 1990
- Pepe Volpe: Kicsiny bocsok és egyebek (leporello); Juventus, Budapest, 1990
- Erdőn mezőn kérdezgető. Pepe Volpe [Müller Péter Iván] nyomán írta Rigó Béla; Szó-Kép, Budapest, 1992
- Házkörüli kérdezgető. Pepe Volpe [Müller Péter Iván] nyomán írta Rigó Béla; Szó-Kép, Budapest, 1992
- Dal-szöveg-könyv; Bahia, Budapest, 1992
- Stelio Martelli: Iliász. A trójai háború (Homérosz: Iliász című műve alapján); ford. Müller Péter Sziámi; Juventus, Budapest, 1994[1]
- Stelio Martelli: Odüsszeia. Odüsszeusz kalandjai (Homérosz: Odüsszeia című műve alapján); fordította: Müller Péter Sziámi; Juventus, Budapest, 1994
- Dal-szöveg-könyv; Bahia, Budapest, 1995
- Dalszövegkönyv. Összes. 1980–2005. URH, Kontroll, Sziámi; Jonathan Miller, Budapest, 2005 + CD
- Kicsi, nagy, középső. Müller Péter Sziámi versei tesóknak és egykéknek; Ciceró, Budapest, 2013
- Mi a jeled? Óvodások alapkönyve; Ciceró, Budapest, 2013 + CD
- Látom, ha hiszem. Újabb dalszövegek, 2007–2014. Benne az új ...and Friends CD 2014; Kossuth, Budapest, 2014 + CD
- Meskó Bertalan: Az orvoslás jövője. Ember és technológia; fordította: Müller Péter Sziámi, Kiss László; átdolgozott kiadás; HVG Könyvek, Budapest, 2016
- Leonard Cohen: Magáról, Cohenről. 41 év, 26 beszélgetés; szerkesztette: Jeff Burger, ford. Müller Péter Sziámi, Müller Máté, Domonkos Péter; Park, Budapest, 2016
- Müller Péter Sziámi: A legjobb játék, Napidalok 365 +1. Tarandus Kiadó 2023.

## Albumok
- 2023 – Szeretetszédelgő
- 2018 – Nevess magadra!
- 2014 – Látom, ha hiszem
- 2007 – Az Isten álljon meg
- 2005 – Fogjad már meg!
- 2001 – A zene egyen meg
- 2000 – Egyszerű Teremtés
- 1997 – Illa-berek
- 1996 – Egy Vagy Egy Se
- 1995 – Tapasztalat
- 1994 – Olyan vagy!!!
- 1994 – Dervistánc
- 1993 – Belépek egy helyre
- 1993 – Mr Pornowsky előkerül
- 1992 – Testből testbe
- 1990 – Sürgős reinkarnáció
- 1989 – Ha...
- 1986 – Maraton
- 1986 – Demó Törökbálint
- 1985 – Antisztár

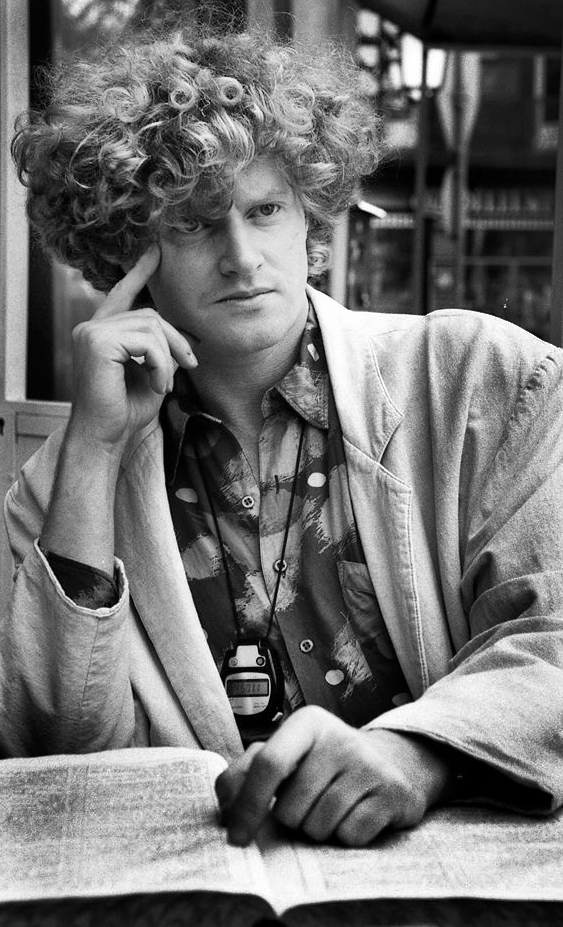
Rózsavölgyi Gyöngyi felvétele

- Mária evangéliuma, Hungaroton, 1991, CD, MC, LP. Előadók, Müller Péter, Müller Péter Sziámi, Tolcsvay László.

## Film
- Ex-kódex – fejezetek a kis magyar fénytanból, (1983)[2]
- Az erőd (1979)

## Színházi szerepei
- Kőválasz – Baltazár Színház, 2008.
- Fiúk, lányok – Baltazár Színház, 2009.
- Arany lépés – Baltazár Színház, 2010.
- Graffaló – Baltazár Színház, 2013.
- Boldog Óra – Baltazár Színház, 2014.
- Nézzünk bizakodva a jövőbe! – Baltazár Színház, 2016

## Díjai, elismerései
- Budapestért díj (1994)[3]
- A Magyar Köztársasági Érdemrend kiskeresztje (1996)
- Miskolci Múzsa díj (2002)
- Párhuzamos Kultúráért díj (2014)[4]
- Kézdy György-díj (2018)
- Hála Érdemrendje a gdański Európai Szolidaritás Központ a Szolidaritást támogató külföldiék számára itélt díj (2019)[5]
- Fonogram életműdíj (2024)
- Kossuth-díj (2025)